# Acacia gregorii
Acacia gregorii é uma espécie de leguminosa do gênero Acacia, pertencente à família Fabaceae.